# Hviderussiske SSR
Hviderussiske SSR (Hviderussiske Socialistiske Sovjetrepublik eller blot Hviderusland; hviderussisk: Беларуская Савецкая Сацыялістычная Рэспубліка, tr. Belaruskaja Savetskaja Satsyjalistytjnaja Respublika; russisk: Белорусская Советская Социалистическая Республика, tr. Belorusskaja Sovetskaja Sotsialistitjeskaja Respublika) var en af Sovjetunionens republikker.
Hviderusland var medstifter af Sovjetunionen i 1922 sammen med Ukraine, Transkaukasien og Rusland. Hviderusland var medstifter af FN og var i lighed med Ukraine separat medlem, til trods for at USSR også var medlem.
I 1991 blev Hviderusland uafhængigt i forbindelse med opløsningen af Sovjetunionen.

## Eksterne links
- Byelorussia : speeding towards abundance af Tikhon Kiselev

54°N 29°Ø / 54°N 29°Ø